# Consejo Legislativo del Estado Aragua
El Consejo Legislativo del Estado Bolivariano de Aragua (CLEBA), anteriormente se denominaba Asamblea Legislativa del Estado Aragua, y a raíz que sucedieron de las transformaciones del expresidente Hugo Chávez (Revolución Bolivariana) fue modificada la Constitución del Estado, y el poder legislativo Aragueño paso a denominarse Consejo Legislativo, siempre fue un parlamento unicameral que representa el poder legislativo de ese estado federal del centro-norte de Venezuela.
El Parlamento regional tiene como función legislar para la entidad local, ejercer el control de la entidad local, producir enmiendas o reformas a la Constitución del estado Aragua, sancionar leyes relativas a Aragua, aprobar el presupuesto del estado, designar o destituir al contralor del estado, evaluar el informe anual del gobernador y controlar los órganos de la administración del estado, autorizar créditos adicionales, entre otras.
El consejo es unicameral y está conformado por quince (15) diputados o legisladores regionales que son electos cada 4 años, bajo un sistema mixto de representación, por un lado se eligen un grupo de diputados por lista bajo el método D'Hont a nivel estatal y por otro lado se eligen por voto directo candidatos nominales por circunscripción definida, pudiendo ser reelectos para nuevos períodos consecutivos, y con la posibilidad de ser revocados a la mitad de su período constitucional. 

## Sede
El Palacio Legislativo del Estado Aragua y sede de las sesiones del consejo están ubicados en la avenida Miranda de la ciudad de Maracay, ciudad capital del Estado Aragua.

## Funciones
La Cámara elige de su seno, una Junta Directiva integrada por un Presidente y un Vicepresidente, adicionalmente se elige a un Secretario fuera de su seno. Al igual que en la Asamblea Nacional, el Parlamento regional conforma Comisiones permanentes de trabajo que se encargan de analizar los diferentes asuntos que las comunidades plantean, ejerciendo la vigilancia de la administración del Estado con el auxilio de la Contraloría General del Estado, así como la discusión y aprobación de los presupuestos de la cámara y del poder ejecutivo.
Las funciones de los consejos legislativos regionales de Venezuela se detallan en la Ley Orgánica de los Consejos Legislativos de los Estados publicada en Gaceta Oficial de la República Bolivariana de Venezuela del 13 de septiembre de 2001

## Composición VI Legislatura (2022 - 2025) - Actual
| Alianza / Grupo Parlamentario      | Diputado            | Origen de Elección | Cargo en el Consejo Legislativo |
| ---------------------------------- | ------------------- | ------------------ | ------------------------------- |
| Gran Polo Patriótico Simón Bolívar | Norato Johan        | Nominal            | Diputado                        |
| Gran Polo Patriótico Simón Bolívar | Marla Velásquez     | Nominal            | Diputado                        |
| Gran Polo Patriótico Simón Bolívar | José Flores         | Nominal            | Diputado                        |
| Gran Polo Patriótico Simón Bolívar | María Pérez         | Nominal            | Diputado                        |
| Gran Polo Patriótico Simón Bolívar | Antonio Cabanillas  | Nominal            | Diputado                        |
| Gran Polo Patriótico Simón Bolívar | Katiana Hernández   | Nominal            | Vicepresidenta del Consejo      |
| Gran Polo Patriótico Simón Bolívar | Freddy Silva        | Lista              | Diputado                        |
| Gran Polo Patriótico Simón Bolívar | Gary Moreno         | Lista              | Diputado                        |
| Gran Polo Patriótico Simón Bolívar | Jairo Santos        | Lista              | Diputado                        |
| Gran Polo Patriótico Simón Bolívar | Scarlet Peña        | Lista              | Diputado                        |
| Gran Polo Patriótico Simón Bolívar | Sandra Valdez       | Lista              | Diputado                        |
| Gran Polo Patriótico Simón Bolívar | José Asdrubal Arias | Lista              | Presidente del Consejo          |
| Mesa de la Unidad Democrática      | Wiliams La Salvia   | Lista              | Diputado                        |
| Mesa de la Unidad Democrática      | Hernán Hernández    | Lista              | Diputado                        |
| Alianza Democrática                | Fanny García        | Lista              | Diputado                        |

## Legislaturas Previas

#### I Legislatura (2000-2004)
En las elecciones del 30 de julio de 2000, el partido MVR obtuvo una amplia mayoría (13 de 15) y junto con el MAS (para ese entonces su aliado) formó una alianza que tenía la totalidad de los escaños
| Alianza / Partido Político  | Alianza / Partido Político | Diputados |
| --------------------------- | -------------------------- | --------- |
| Revolución Bolivariana      | 15                         |           |
| Movimiento Quinta República | 14                         |           |
| Movimiento al Socialismo    | 1                          |           |

Ambos partidos apoyaron a Didalco Bolívar como Gobernador.

#### II Legislatura (2004-2008)
En las elecciones regionales de octubre de 2004, el MVR aumentó aún más su mayoría al obtener 14 de los 15 escaños en disputa, la oposición solo obtuvo 1 legislador electo por Acción Democrática:
| Alianza / Partido Político  | Diputados |
| --------------------------- | --------- |
| Revolución Bolivariana      | 14        |
| Movimiento Quinta República | 14        |
| Coordinadora Democrática    | 1         |
| Acción Democrática          | 1         |

El MVR mantuvo su apoyo a Didalco Bolívar en esta siguiente legislatura (aunque se lo retiraría en 2007, al pasar este a la oposición).

#### III Legislatura 2008-2012
En las elecciones regionales realizadas el 23 de noviembre de 2008, la alianza oficialista que respaldó al Gobernador Rafael Isea obtuvo la mayoría absoluta al alcanzar 13 legisladores de 15 en disputa, la oposición quedó representada por 2 legisladores de Podemos (hasta 2007 oficialista):
| Alianza / Partido Político            | Diputados |
| ------------------------------------- | --------- |
| Polo Patriótico                       | 15        |
| UVE                                   | 9         |
| Podemos                               | 2         |
| Partido Socialista Unido de Venezuela | 4         |

Con estos resultados, el gobernador Isea tiene una cómoda mayoría en la legislatura estadal.

#### IV Legislatura (2013-2018)
En las elecciones regionales realizadas el 16 de diciembre de 2012, el oficialismo logra obtener 10 curules del Consejo Legislativo del Estado Bolivariano Aragua, es decir, la mayoría de estos, mientras que la oposición en Aragua logra obtener 5 curules.
| Alianza / Partido Político            | Diputados |
| ------------------------------------- | --------- |
| Mesa de la Unidad Democrática         | 5         |
| Primero Justicia                      | 3         |
| Voluntad Popular                      | 1         |
| Acción Democrática                    | 1         |
| Polo Patriótico                       | 10        |
| Partido Socialista Unido de Venezuela | 8         |
| Podemos                               | 1         |
| Partido Comunista de Venezuela        | 1         |

#### V Legislatura (2018-2022)
La V Legislatura estuvo marcada por la unanimidad del oficialismo en apoyo al Gobernador Rodolfo Marcos Torres y, tras la renuncia de este, en apoyo a Daniela González como Gobernadora interina.
| Alianza / Partido Político            | Diputados |
| ------------------------------------- | --------- |
| Polo Patriótico                       | 15        |
| Partido Socialista Unido de Venezuela | 10        |
| Podemos                               | 1         |
| Partido Comunista de Venezuela        | 1         |
| Patria para Todos                     | 1         |
| Tupamaro                              | 1         |
| Movimiento Somos Venezuela            | 1         |